# Скандал (сезон 1)
Премьера первого сезона драматического сериала «Скандал» состоялась 5 апреля 2012 года на американском телеканале ABC; заключительная серия сезона вышла в эфир 17 мая 2012 года. В общей сложности, первый сезон состоял из семи эпизодов. 11 мая 2012 года стало известно, что ABC продлил сериал на второй сезон.

## Сюжет
В первом сезоне сериала «Скандал» мы знакомимся с главой антикризисной фирмы Оливией Поуп (Керри Вашингтон), ее сотрудниками, президентом США Фицджеральдом Грантом (Тони Голдуин) и главой аппарата Белого дома Сайрусом Бином (Джефф Перри). Этот сезон посвящен жизни сотрудников фирмы «Оливия Поуп и партнеры»; отношениям Оливии и президента (который является ее бывшим работодателем); тайне, связанной с бывшей сотрудницей Белого дома по имени Аманда Таннер (Лайза Вайль); а также различными делам, которые ведет Оливия и ее команда.

## Актеры и персонажи
| - Керри Вашингтон — Оливия Поуп - Генри Иан Кьюсик — Стивен Финч - Коламбус Шорт — Харрисон Райт - Дэрби Стэнчфилд — Эбигейл «Эбби» Уилан - Кэти Лоус — Куинн Перкинс - Гильермо Диас — Гек - Джефф Перри — глава аппарата Белого дома Сайрус Бин - Тони Голдуин — президент США Фицджеральд «Фиц» Томас Грант III | - Джошуа Малина — Дэвид Роузен - Беллами Янг — первая леди Мелоди «Мелли» Грант - Брендан Хайнс — Гидеон Уоллес - Мэтт Лэтчер — Билли Чемберс - Лайза Вайль — Аманда Таннер - Дэн Букатински — Джеймс Новак - Кейт Бертон — вице-президент США Салли Лэнгстон - Брайан Лэтчер — Том Ларсен - Джордж Ньюберн — Чарли | - Мими Кеннеди — Шэрон Маркетт - Джобет Уильямс — Сандра Хардинг - Валери Крус — Каролина Флорес - Бренда Сонг — Алисса - Саманта Слойан — Жанин Лок - Уэс Браун — лейтенант Салли Ст. Джеймс |

## Эпизоды
| № общий | № в сезоне | Название                                           | Режиссёр            | Автор сценария | Дата премьеры  | Зрители в США (млн) |
| --- | ---------- | -------------------------------------------------- | ------------------- | -------------- | -------------- | ------------------- |
| 1 | 1          | «Sweet Baby» «Милая детка»                         | Пол Макгиган        | Шонда Раймс    | 5 апреля 2012  | 7,33                |
| Молодой юрист Куинн Перкинс получает работу в фирме кризисного менеджмента Оливии Поуп и партнеров. Несмотря на то, что это работа ее мечты, Куинн приходит в замешательство. Бывший специалист по связям с общественностью администрации президента США Оливия Поуп и ее команда делают все возможное и невозможное, чтобы решить проблемы своих клиентов, и новенькой Куинн в первый день работы приходится полностью погрузиться в новые для нее заботы. Президент Фицджеральд Грант и глава аппарата Белого дома Сайрус Бин продолжают обращаться за помощью к Оливии, поэтому когда возникают слухи о романе между президентом и обычной сотрудницей Белого дома, разбираться с этим деликатным вопросом поручают именно Оливии. |            |                                                    |                     |                |                |                     |
| 2 | 2          | «Dirty Little Secrets» «Маленькие грязные секреты» | Роксанн Доусон      | Хезер Митчелл  | 12 апреля 2012 | 7,28                |
| Новый клиент «Поуп и партнеров», владелица вашингтонского борделя Шэрон Маркетт, находится под следствием, и команде необходимо во что бы то ни стало сохранить список ее клиентов в секрете. Внимательно изучив этот список, Оливия понимает, что в ее защите нуждается не только Шэрон. Тем временем, Куинн попадает в неприятности из-за бывшей сотрудницы Белого дома. |            |                                                    |                     |                |                |                     |
| 3 | 3          | «Hell Hath No Fury» «Адская ярость»                | Эллисон Лидди-Браун | Мэтт Бирн      | 19 апреля 2012 | 7,21                |
| Команда неохотно берется за дело сына миллионера, обвиняемого в изнасиловании. Несмотря на факты, говорящие о его невиновности, общественность настроена против него. Тем временем, Оливия продолжает представлять интересы Аманды Таннер, которая просит о короткой встрече с президентом и обещает после нее навсегда покинуть Вашингтон. Эта ситуация заставляет Оливию вспомнить собственное прошлое. |            |                                                    |                     |                |                |                     |
| 4 | 4          | «Enemy of the State» «Враг государства»            | Майкл Кэтлман       | Ричард Роббинс | 26 апреля 2012 | 6,86                |
| Дело Аманды Таннер принимает шокирующий поворот, который влечет за тобой полный разрыв между Сайрусом и Оливией. Война между ними начинается с того, что Сайрус нанимает лучших следователей, чтобы раскопать все нелицеприятные подробности прошлого команды Оливии. Тем временем, команда помогает южноамериканскому диктатору в поисках жены и детей, похищенных неизвестными, а Куинн идет на свидание с репортером, который ищет информацию о деле Аманды. |            |                                                    |                     |                |                |                     |
| 5 | 5          | «Crash and Burn» «Крушение и клеймо»               | Стив Робин          | Марк Уилдинг   | 3 мая 2012     | 6,69                |
| После авиакатастрофы, унёсшей жизни всех людей, находящихся на борту, Оливия Поуп и ее команда должны защитить репутацию погибшего пилота от нападок прессы и авиакомпании. После исчезновения Аманды Таннер Геку приходится вспомнить свое темное прошлое для того, чтобы выяснить, где она находится. Тем временем, для принятия важного законопроекта Фиц пытается заручиться поддержкой вице-президента, с которым у него весьма натянутые отношения. |            |                                                    |                     |                |                |                     |
| 6 | 6          | «The Trail» «Тропа»                                | Том Верика          | Дженна Бэнс    | 10 мая 2012    | 6,43                |
| Гидеон изучает прошлое Аманды, чтобы разгадать загадку ее смерти. Тем временем, мы узнаем, каким образом проходила предвыборная гонка между Фицем и нынешним вице-президентом, как Оливия впервые встретилась с Фицем, а также как каждый из партнеров Оливии присоединился к ней. |            |                                                    |                     |                |                |                     |
| 7 | 7          | «Grant: For the People» «Грант: Для людей»         | Роксанн Доусон      | Шонда Раймс    | 17 мая 2012    | 7,33                |
| Куинн оказывается в трагической и компрометирующей ее ситуации, и команда Оливии встает на ее сторону. Тем временем, Сайрус вынужден прибегнуть к помощи Оливии, когда Билли Чемберс делает скандальное заявление, касающееся президента. |            |                                                    |                     |                |                |                     |

## Реакция
Первый сезон сериала «Скандал» получил, в основном положительные отзывы критиков. Многие из них отмечали, что заинтригованы тайнами шоу; также большинство критиков похвалило выбор на главную роль афроамериканской актрисы. На сайте-агрегаторе Rotten Tomatoes первый сезон «Скандала» достиг 89 % «свежести» на основе 27 отзывов. На сайте Metacritic у первого сезона 64 балла из 100 на основе 29 отзывов.

## Награды и номинации
| Премия                                        | Номинация                                    | Номинант                           | Результат |
| --------------------------------------------- | -------------------------------------------- | ---------------------------------- | --------- |
| American Latino Media Arts Award (ALMA Award) | Лучший ТВ актер — роль второго плана в драме | Гильермо Диас                      | Номинация |
| NAACP Image Awards                            | Лучший сценарист драматического сериала      | Шонда Раймс (эпизод «Милая детка») | Номинация |